# Alphonse Jourdain
Pour les articles homonymes, voir Alphonse de Toulouse et Toulouse (homonymie).
Alphonse Jourdain (en occitan : Anfos Jordan) (1103-1148) est un comte de Toulouse, de Rouergue, d'Albi, de l'Agenais et du Quercy, marquis de Gothie, de Provence et duc de Narbonne de 1108 à 1148. Il est fils de Raymond IV de Saint-Gilles, comte de Toulouse, puis par la suite également comte de Tripoli et de sa troisième épouse, Elvire de Castille.

## Biographie
Après avoir constitué un ensemble territorial autour du comté de Toulouse, son père Raymond de Saint-Gilles laisse sa baronnie à son fils aîné Bertrand et part en croisade avec son épouse Elvire. Après la prise de Jérusalem, Raymond se taille un fief en Orient, le comté de Tripoli, tandis que sa femme accouche en 1103 d’un fils, nommé Alphonse en l’honneur de son aïeul maternel, le roi Alphonse VI de Castille. Selon le chroniqueur espagnol Rodrigo Jiménez de Rada, archevêque de Tolède, écrivant plus de deux cents ans après les faits, Alphonse devait son second prénom, Jourdain, au fait qu'il avait été baptisé dans le fleuve de ce nom.
Raymond de Saint-Gilles meurt en 1105, laissant à Alphonse ses terres par testament et Guillaume de Cerdagne, un lieutenant de Raymond de Saint-Gilles et le nouveau comte de Tripoli, raccompagne Elvire et Alphonse à Toulouse durant l’été 1108. Bertrand remet alors Toulouse à son frère, encore âgé de cinq ans, et part à son tour en Terre sainte.
Il est élevé dans la partie orientale de ses États (comté de Saint-Gilles, marquisat de Provence, Beaucaire et la terre d'Argence).
Guillaume IX, comte de Poitiers et duc d'Aquitaine, se met à revendiquer de nouveau le comté de Toulouse au nom de sa femme Philippe, fille de Guillaume IV, oncle d'Alphonse Jourdain, et l’occupe de 1113 à 1119. Il semble aussi que sa mère soit repartie en Castille durant cette époque, car elle est citée comme mariée à un noble castillan en 1117. Face au duc d’Aquitaine, une résistance passive s’organise, manifestée entre autres dans les actes privés qui ne mentionnent pas le nom du comte et aussi par quelques émeutes dans Toulouse. En 1119, les Almoravides menacent les royaumes chrétiens d’Espagne, et Guillaume d’Aquitaine lève une armée pour aider le roi de Castille à les combattre, en laissant Toulouse à la garde d’un gouverneur, Guillaume de Montmaur. Peu après le départ, les habitants de Toulouse prennent d’assaut le palais du gouverneur, le jettent au cachot et rappellent au pouvoir Alphonse Jourdain.

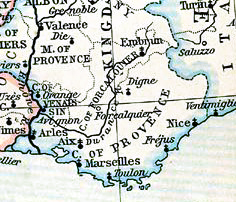
La Provence après les partages.

Alphonse avait également hérité d’une partie du comté de Provence. Ce comté jouissait d’une situation successorale particulière, puisqu’il était possédé en indivision par les descendants de Guillaume Ier le libérateur et de son frère Rotboald Ier, seules les filles dotées étant exclues de la succession. Il y avait eu par la suite deux à quatre comtes simultanés, situation qui n’avait pas posé de gros problèmes au cours du XIe siècle, puis la maison de Boson s’était éteinte en 1093, et d’autres familles étaient entrées dans l’indivision : la maison de Toulouse en 1063, celle d’Urgel en 1065, celle de Gévaudan de 1093 à 1115, puis celle de Barcelone en 1115. Le problème est que les maisons de Toulouse et de Barcelone sont rivales et se heurtent déjà dans leurs sphères d’influence, qui est l’actuel Languedoc. À cela s'ajoutent les ambitions de la maison des Baux qui, étant issue d’Étiennette de Provence-Gévaudan, revendique une part du comté.
Les guerres dite baussenques ne tardent pas à éclater entre Raimond-Bérenger III, comte de Barcelone, d’une part et Alphonse Jourdain et les seigneurs des Baux d’autre part. Défait, Alphonse se réfugie dans Orange en 1123, où il est assiégé par Raymond-Bérenger, mais la milice toulousaine se porte à son secours et force la levée du siège. Mais Alphonse doit renoncer à contrôler la totalité de la Provence et signe en 1125 un traité de partage de la Provence : Alphonse obtient ce qui est au nord de la Durance, qui devient le marquisat de Provence, tandis que Raymond Bérenger reçoit le comté de Provence, au sud de la Durance.
Dans les années qui suivent, il tente à plusieurs reprises d’étendre ses domaines vers l’est, mais sans vraiment réussir. La société médiévale est alors en pleine mutation, les franchises accordées aux Génois par Raymond de Saint-Gilles au cours de la première croisade favorisent le commerce et développent les cités et la bourgeoisie, et les châtelains se sont rendu compte qu’ils constituent la plus grande partie des ost des grands seigneurs et que sans eux, ces derniers n’ont que peu de pouvoir. Or si Alphonse a su se concilier la bourgeoisie naissante, il n’a pas vraiment perçu cette influence croissante des châtelains et ses différentes actions, bien que stratégiquement correctes, seront des échecs.
Il intervient d’abord dans le Nîmois qui lui permettrait de faire la jonction entre ses États toulousains et provençaux, mais se trouve en concurrence avec Bernard Aton Trencavel, vicomte de Carcassonne, qui a su se concilier ses châtelains. Alphonse, ne voulant pas entrer en conflit avec cet ancien allié n’insiste pas.
En 1132, le comte Bernard IV de Melgueil meurt en laissant sa fille Béatrice, âgée de sept ans, sous la garde conjointe d’Alphonse et de Guilhem VI de Montpellier. Il est entendu que si Béatrice meurt au cours des six ans qui suivent sans s’être mariée, le comté de Melgueil revient à Alphonse. En secret, le comte de Montpellier négocie les fiançailles de Béatrice avec Bérenger-Raymond de Barcelone, comte de Provence et Alphonse se trouve de nouveau écarté. Il se vengera du comte de Provence en soutenant la maison des Baux lors de la seconde guerre baussenque, mais sans succès.

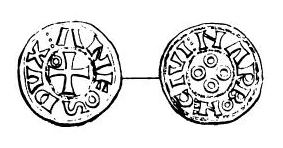
Denier d'argent frappé à Narbonne par le comte Alphonse durant son occupation de la ville, portant à l'avers l'inscription ANFOS DVX (duc Alphonse) et au revers NARBONE CIVI (Cité de Narbonne), claire affirmation des prétentions toulousaines.

En 1134 est tué à la bataille de Fraga le vicomte Aymeri II de Narbonne, parent et allié du comte de Barcelone, Raimond-Bérenger IV, rival du comte toulousain. Profitant de la minorité de l'héritière, la vicomtesse Ermengarde, Alphonse Jourdain se rend maître de Narbonne vers 1139 avec l'appui de l'archevêque Arnaud de Lévézou, co-seigneur de Narbonne avec le vicomte. Pour mieux assurer sa domination sur le Narbonnais, Alphonse, opportunément « libéré » de son épouse Faydide d'Uzès, morte ou répudiée, songe à la fin de l'année 1142 à épouser Ermengarde, qui entre dans l'adolescence. Un contrat de mariage est rédigé, le 21 octobre 1142. Ce projet matrimonial, qui ferait passer de façon permanente la vicomté de Narbonne sous contrôle toulousain, menace de bouleverser l'équilibre politique régional. Du point de vue du comte de Barcelone Raimond Bérenger IV, « l'enjeu (...) était capital ; il en allait de la conservation des principautés barcelonaises dans le Midi ». Fin 1142, c'est donc avec l'appui barcelonais qu'une coalition de seigneurs méridionaux se réunit, sous la direction du chef de la famille Trencavel, Roger Ier, vicomte de Carcassonne, Albi et Razès, pour s'opposer aux projets du comte de Toulouse. Sur les conseils du comte de Barcelone, Ermengarde épouse Bernard d'Anduze, fidèle du vicomte Roger et cousin des seigneurs de Montpellier. En 1143, le comte Alphonse, vaincu par ses ennemis et fait prisonnier, est contraint de lâcher prise. Selon le traité de paix qui lui est imposé par Roger, le comte de Toulouse s'engage à restituer Narbonne à Ermengarde.
Du côté de Toulouse, en 1141, le roi Louis VII de France, marié à Aliénor, duchesse d’Aquitaine, petite-fille de Guillaume IX et de Philippe de Toulouse, intervient dans le Toulousain pour faire valoir les droits de sa femme sur la région, obligeant Alphonse à se défendre. Alphonse Jourdain accorde en 1141 des franchises communales à la ville de Toulouse, probablement en récompense de la fidélité de la ville pendant le siège de la ville par le roi.
Le 2 septembre 1143 à Fourques, il reçoit en fief de Raimon de Montredon, l’Argence, un petit territoire entre Beaucaire et Saint-Gilles. En 1143, il se rend en Espagne pour soutenir son cousin le roi Alphonse VII de Castille en guerre contre le roi Garcia V de Navarre.
En 1144, il fonde Montauban, un bourg castral, dix ans après l'édification du bourg castral de Montech et dix ans avant celle de Castelsarrasin qui porte le nom de son fondateur Raymond Sarraceni.
Cette même année, la ville orientale d’Édesse est prise par Zengi, atabeg de Mossoul, qui menace les États latins d'Orient. Le pape Eugène III décide d’organiser une nouvelle croisade pour secourir les Francs installés en Orient. Alphonse Jourdain décide de se croiser en 1146 à Vézelay, après le prêche de Bernard de Clairvaux. Contrairement à la majorité des croisés, qui ont choisi la voie terrestre pour rejoindre la Terre sainte, Alphonse préfère suivre l’exemple de son frère Bertrand et s’embarque en août 1147 à la Tour-de-Bouc et, après une étape en Italie, accoste à Saint-Jean-d’Acre en avril 1148. Il meurt empoisonné à Césarée le 16 avril 1148. Comme Alphonse avait revendiqué le comté de Tripoli à son petit-neveu le comte Raymond II, ce dernier a été accusé du crime, mais le chroniqueur Guillaume de Nangis attribue le crime à la reine Mélisende de Jérusalem, sœur d’Hodierne, la femme de Raymond II.

## Mariage et enfants
Il avait épousé avant 1125 Faydide, fille de Raymond Decan, seigneur de Posquières et d’Uzès, qui donne naissance à :
- Raymond V (1134-1194), comte de Toulouse ;
- Alphonse, cité en 1155 et en 1177, cité gouverneur du Dauphiné en 1167[16] ;
- une fille au nom incertain (Laurence ?), mariée à Dodon de Samatan, dit Bernard III, comte de Comminges (avant 1153-1176) ;
- Faydive († 1154), mariée en 1151 à Humbert III, comte de Savoie.